# Katarina Opalinska
Katarina Opalinska, född 1680 i Posen, död 1747, var drottning av Polen, samt hertiginna av Lothringen och Bar. Hon gifte sig 10 maj 1698 i Kraków med Stanisław I Leszczyński. 

## Biografi
Hon var dotter till den polske magnaten Jan Karol Opaliński och Zofia Czarnkowska. 
Hon var Polens drottning under makens regeringstid 1704–1709 och 1733–1736. Paret stöddes på sin tron av svensk vapenmakt, och tvingades lämna Polen då den svenska krigslyckan vände. Vid flykten kom hennes yngsta dotter Marie bort från de andra tillsammans med sin sköterska. En version sade att de sedan hittades gömda i en krubba i ett stall, en annan att de hade gömt sig i en övergiven gruva 
Familjen understöddes av Karl XII, som anvisade dem en bostad i Kristianstad: de välkomnades först formellt i Stockholm av änkedrottning Hedvig Eleonora. De umgicks under tiden i Sverige med adeln på den omkringliggande landsbygden och blev där populära i sällskapslivet. 1712 besökte de Medevi brunn. 1714 fick de av Karl XII tillstånd att bosätta sig i svenska Zweibrücken, där de levde på rikets inkomster fram till 1718
Hon var mor till Marie Leszczynska, som 1725 blev Frankrikes drottning. Opalinska, liksom hennes dotter Marie, förde en politisk korrespondens med Arvid Horns maka Margareta Gyllenstierna. År 1737 blev hon hertiginna av Lothringen då maken mottog denna tron av sin svärson. Vid hennes död 1747 anordnades en storslagen minnesceremoni i Notre Dame i Paris som närmast tycktes helgonförklara den avlidna. 
Hon är begravd i Notre-Dame-de-Bonsecours i Nancy.